# Rudolf Obruča

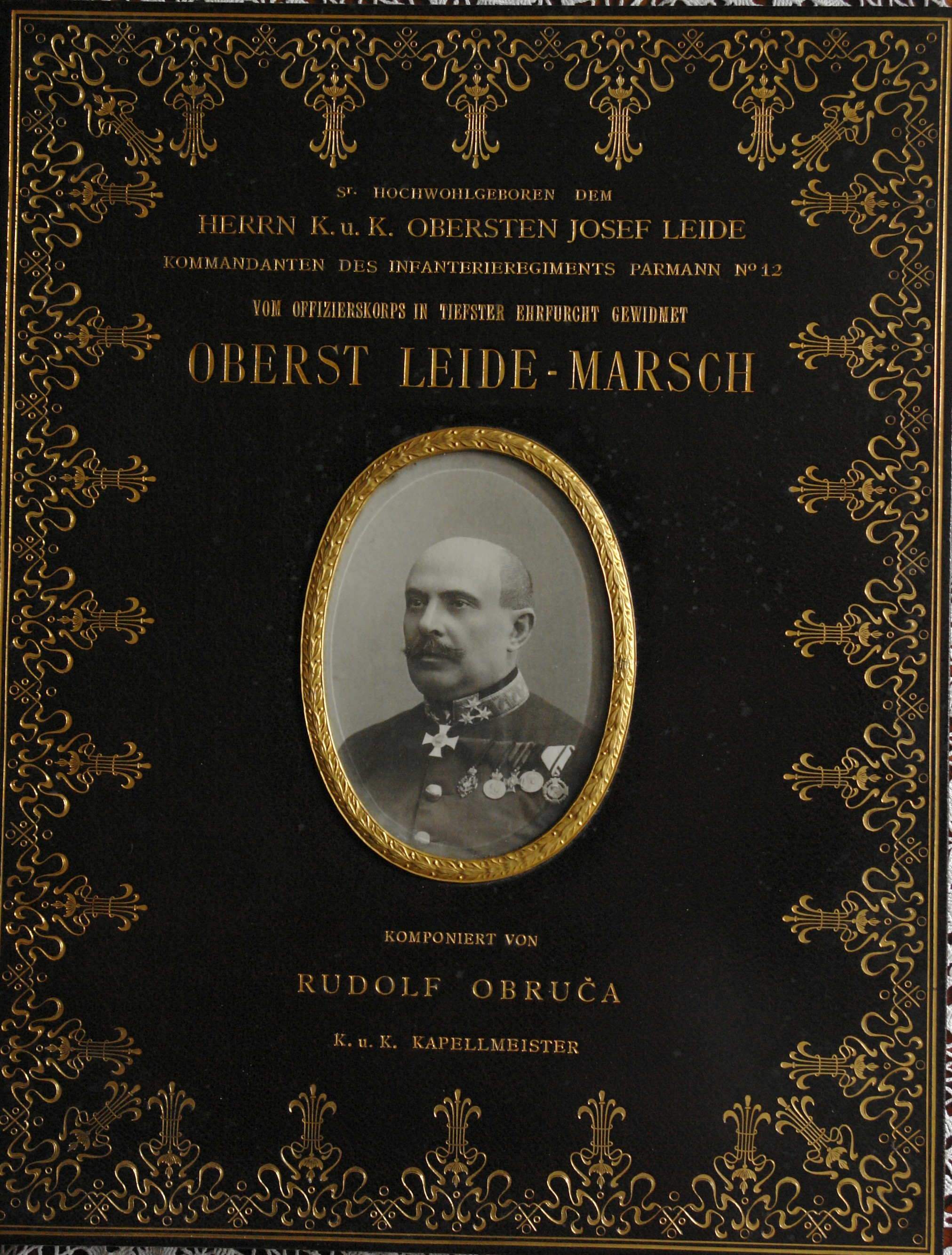

Rudolf Obruča (Pačlavice, 8 juni 1874 – Praag, 29 augustus 1941) was een Tsjechisch componist en dirigent.

## Levensloop
Obruča kreeg van zijn vader lessen voor zowel strijk- als blaasinstrumenten. Op 17-jarige leeftijd werd hij leerling van de militaire muziekkapel van het Infanterie-Regiment nr. 12 in Komárom, toen Komorn geheten. Hij werd aldaar bevorderd. In 1904 en 1905 studeerde hij aan het conservatorium in Wenen muziektheorie en piano en behaalde aldaar zijn diploma als kapelmeester. In 1906 werd hij dirigent van het militaire muziekkorps, waar hij was begonnen met zijn muzikale loopbaan. 
Na de Eerste Wereldoorlog kreeg hij een baan bij het Tsjecho-Slowaaks legermuziekkorps (Militaire Kapel van het 23e Infanterie Regiment) in Bratislava. Nadat hij met pensioen gegaan was vertrok hij in 1939 naar Praag. Hij werd verschillende malen onderscheiden. Als componist schreef hij marsen, selecties, dansen en liederen. 

## Composities

### Werken voor harmonieorkest
- 1901 Slovanský, mars[1]
- 1901 Jugoslávská zora
- 1903 Touha po vlasti, karakterstuk
- 1904 Alpská ozvěna, karakterstuk
- 1905 Mikuláš Zrinský
- 1921 Pod praporem svobody
- 1924 Volga
- 1924 Slavnostní
- Capriccio, karakterstuk
- Generál Šnejdárek
- Humor opilého
- Krásná naše domovina
- Můj ideál
- Na stráž
- Pochod ženijního pluku č. 4
- Pochod župy Masarykovej
- Zpěvem k srdci

### Vocale muziek

#### Liederen
- 1902 Zázračná květinka
- 1903 Kočička